# كوغتنكومنديغا
كوغتنكومنديغا هو منصب في لوفتفافه (وليس رتبة)، وهو ما يعادل قائد مجموعة أو جناح في القوات الجوية الأخرى. عادة ما يحمل كوغتنكومنديغا رتبة أوبرسلوبمينت (مقدم)، ويأمر Gruppe ، وهو قسم فرعي من كوشفادا. عادة ما تتألف كل GRUPPE من ثلاثة أو أربعة شتافن، يقودها شتافينكابيتين.